# ジョン・エンデコット
ジョン・エンデコット（英: John Endecott、Endicottとも綴る、1601年以前 - 1664年/1665年3月15日）は、イングランド植民地の政治家、軍人であり、マサチューセッツ湾植民地初代総督を務めた。植民地に移ってからほとんどの時期を何らかの形態で政治、司法、軍隊の高官を務めた。総督としては合計で16年間務めており、特に晩年の15年間の大半を捧げることになった。この在任期間はイングランドの植民地総督としては最長になった。ニューイングランド連合の一部として植民地を代表する重要な地位にも就き、またセイラムなどエセックス郡内開拓地各所の拡張の強力な推進者となった。
エンデコットは熱心でいくらか性急なピューリタンであり、イングランド国教会に対しては分離派の姿勢を採った。このことで、当時の初期植民地指導者達には支配的だった非国教徒的見解と対立することもあった。それは声高な分離主義者ロジャー・ウィリアムズを匿ったときに明らかとなった。エンデコットは、女性は質素な衣服を纏うべきであり、男性はその髪を短くしておくべきとも論じており、ピューリタンの宗教観に合わない宗教的見解を持つ人を追放する司法判断を行った。聖ゲオルギウス十字をローマ教皇の象徴だと見なしたのでイングランドの国旗をけなし、追放後に植民地に戻ってきたクエーカー教徒4人を死刑にした。1636年にエンデコットが率いた遠征隊はピクォート戦争での攻勢を始めた機会だと見なされ、ピクォート族の全体を事実上破壊することになった。
エンデコットはその資産の幾らかを果樹を普及させるために遣った。エンデコットが植えた梨の木が今もダンバースに残っている。植民地で鉱業を発展させる最初期の試みに関わってもおり、その所有地で銅鉱石が発見された。その名前がウィニペソーキー湖（ニューハンプシャー州）の岩に残されており、1652年にマサチューセッツ湾植民地の北境界を識別するために派遣された測量士が彫ったものだった。エンデコットの名前が残された場所や施設があり、また著名な子孫も出ている。

## 伝記
ジョン・エンデコットの出自について、これまで知られていることの大半は状況的なものばかりである。19世紀の伝記作者は、イングランドのドーセットの州都ドーチェスターの出身だと考えている。これはそこの出身者と重要な親交があったためだった。20世紀初期の歴史家ローパー・レスブリッジは、エンデコットが1588年頃に、デヴォンのチャグフォードで生まれたと提案した。この提案に基づき、チャグフォードにはエンデコットの名前を付けた当時からの家屋がある。しかし、ニューイングランド歴史家系協会によるさらに最近の研究では、レスブリッジの主張に問題を見い出し、論議を続けている。その研究に拠れば、エンデコットはチャグフォードであるいはその近くで生まれたかもしれないが、それについて確かな証拠がなく、その両親を識別する証拠もないとしている。入手できた証拠に基づき、おそらく1600年には生まれていたと結論付けた。17世紀初期にはジョン・エンデコットという男性がデヴォンで活動していたが、本稿のエンデコットと結び付けられる確たる証拠は無い。法律家エドワード・コーク卿と知り合いとなり、このコネを通じてロジャー・ウィリアムズと知り合いになった可能性がある。
1620年代に植民地化の動きと関わる以前のエンデコットの人生についてもほとんど分かっていない。高い教養があり、フランス語を話せた。植民地初期の文書では「エンデコット大尉」と呼んでおり、軍人の経験があったことを示している。また別の記録では医療の訓練を受けていたことを示唆している。

### 新世界への移住
1627/8年3月、ニューイングランドのためのプリマス委員会のために、ウォリック伯爵が「マサチューセッツのプランテーションのためのニューイングランド・カンパニー」に与えた土地払下げ書に署名した7人の1人がエンデコットだった。当時のプリマス委員会は北緯40度線と48度線の間にある北アメリカで、イングランドによる植民地化を監督した親組織だった。
エンデコットは最初の遠征隊を率いる者に選ばれ、50人かそこらの「開拓者と従僕」と共に、1628年6月20日にアビゲイル号に乗船して、新世界に向かった。彼らが組織した開拓地は、土地のインディアン部族から当初ナウムキーグと呼ばれたが、1629年にセイラムと改名されることになった。その地域は既に失敗したドーチェスター・カンパニーの開拓者達が占領しており、その中の数人がニューイングランド・カンパニーにも参加していた。この初期開拓者の集団はロジャー・コナントが率いており、ケープアンの開拓地（今日の グロスター近く）を放棄した後に移って来ていた。エンデコットは非公式にだが新植民地の総督に指名され、1629年に王室勅許が発行されるまで務めた。この時点でロンドンにある会社の委員会によってエンデコットが総督に指名されており、マシュー・クラドックがロンドンの会社の総督に指名された。

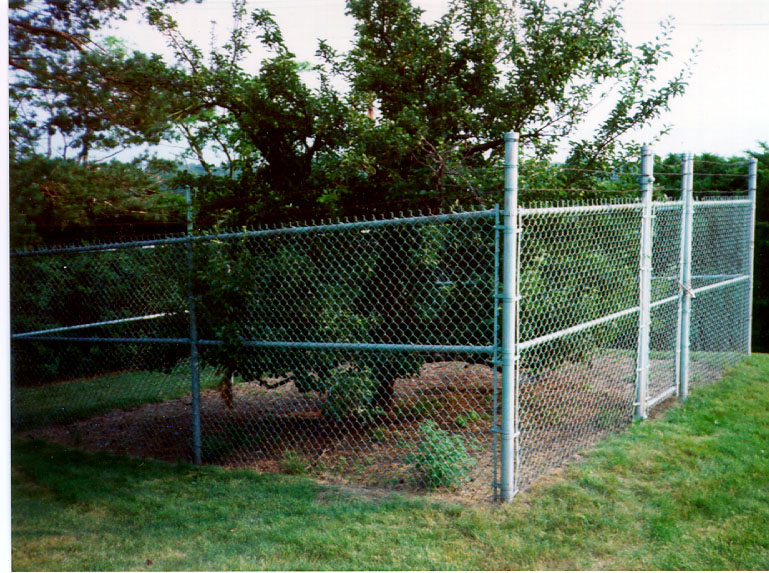
エンデコットの梨の木、1997年撮影

エンデコットの責任は植民地を設立し、後続の開拓者が到着するのに備えることだった。1629年と1630年の冬はイングランドの冬に比べて難しいものであり、プリマス植民地から医療の補助に呼ばれた。大西洋の旅で病気になっていたエンデコットの妻がその冬に死んだ。エンデコットが遭遇したその他の困難さには、植民地の開拓者の間に起きた宗教的摩擦の初期の兆候があった（非国教派と分離主義者の分裂）。また、ウェサガセット植民地に失敗したトマス・モートンとの気まずい関係があり、放蕩的な慣習（メイポールとダンスを含む）はマサチューセッツ湾とプリマスの植民地では大半の開拓者が行っていた保守的ピューリタン主義にとって異端だった。エンデコットの総督としての初期にモートンが放棄した植民地の跡を訪れ、メイポールを倒させた。初期開拓者のある集団が、植民地指導者が設立した教会とは独立した教会を設立しようと望んだとき、エンデコットはその集団の指導者を即刻イングランドに送り返した。

### 1630年代初期
エンデコットの総督としての最初の任期は、1630年末にジョン・ウィンスロップと植民地憲章が到着したことで、終わることとなった。ロンドンのカンパニー自体が再編され、その本社を植民地に移し、ウィンスロップを唯一の総督とした。ウィンスロップはセイラムの状態を観察した後で、植民地の首都をチャールズ川の河口に移すことを決め、現在のボストン市となったものを設立した。エンデコットは総督の補佐（後の総督評議会の前身）の一人に選ばれ、セイラムに留まることを選び、その生涯の残り期間はセイラムの指導的市民の一人となり、そこでの町政委員や軍隊の指導者としての役割に加え、植民地全体でも軍隊指導者、判事、副総督、総督を務めた。セイラム・ビレッジに「オーチャード」と呼ぶプランテーションを設立し（現在はダンバースと呼ばれる）、果樹の苗木を育てた。初期開拓者集団によって苗木でもたらされた特別の梨の木が現在も残っており、実を付けている。エンデコット梨の木と呼ばれている。

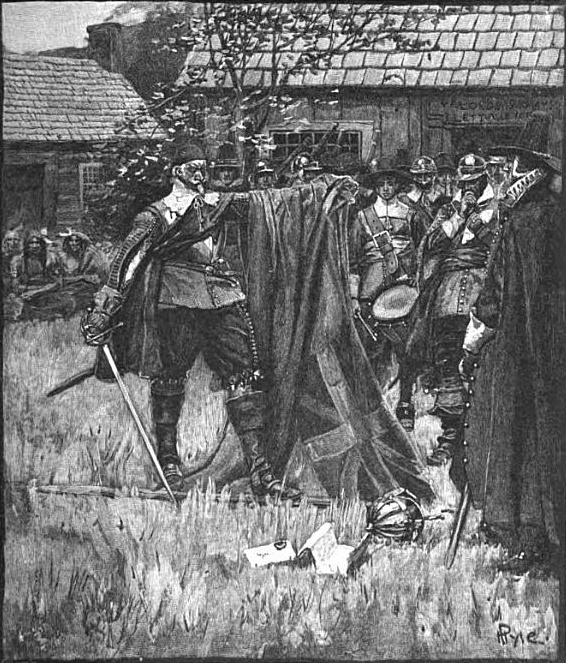
イラストレーターのハワード・パイルが描くイングランド国旗を汚すエンデコット。ハワードは誤ってユニオンジャックを描いてしまっている。当時のイングランド国旗は聖ゲオルギウス十字のみだった

1630年代初期、非国教派と分離主義者の間の宗教的紛争が、植民地における政治的不一致の主要な原因であり、ボストンとセイラムに設立された教会によって体現されていた。セイラムの教会は分離主義者の教えに従い、イングランド国教会との完全な決別を求めたのに対し、ウィンスロップなどボストンの植民地指導者の大半が保持した非国教派的な教えはイングランド国教会の内部からの改革を求めていた。1631年にボストンに分離主義を公言するロジャー・ウィリアムズが到着し、この紛争の度合いを高めた。ボストンの当局はウィリアムズを追放し、ウィリアムズは先ずセイラムに行って、エンデコットの介入もあって、地元教会の教師の地位を与えられた。この報せがボストンに届くと、エンデコットが植民地から追放されたはずのウィリアムズを支援したことで非難された。ウィリアムズはプリマスに行ったが、数年後にセイラムに戻り、1634年にサミュエル・スケルトンが死んだことに伴い、教会の非公式牧師になった。ボストンの当局はウィリアムズが反逆的で異端の声明であると見なすものを出したことで、その逮捕を要求した。ウィリアムズは逃亡して、最後はプロビデンスの町を設立した。この期間、エンデコットは、婦人が教会ではベイルを被るべきだと論じ、また地元民兵隊の軍旗について、聖ゲオルギウス十字が描かれているので、ウィリアムズがローマ教皇の象徴であると主張し、それを貶した。この行動はナサニエル・ホーソーンの小説『エンデコットと赤十字』に称賛されている。そこではエンデコットが宗教的不寛容さの象徴であり、ニューイングランドの外国支配に対する英雄的抵抗の表象として、その間の緊張関係が表現されている。エンデコットは、イングランド国王チャールズ1世の枢密院がマサチューセッツの事情を検査したときに、これを行った。植民地の役人は植民地認証が無くなるのを防ぐために強い反応が必要だと考えた。エンデコットはその行動の無分別さを批判され（行動自体に対してではない）、1年間は如何なる役職も剥奪された。1635年という年はエンデコットが何も役職を持たなかった唯一の年となった。植民地の民兵隊を管理する委員会はその年にイングランド国旗をその軍旗とする慣習を止めることを票決した。この出来事の後、ウィリアムズがセイラムに居るために、植民地議会がセイラムにマーブルヘッドネックの土地を新たに払い下げることを拒んだ。セイラムの教会は植民地の他の教会に回状を送り、憎むべき罪に対する立法を要求した。この回状の著者は明らかでないが、エンデコットがボストンに招集されたときにその文書を弁護したので、その結果1日間収監された。「彼（エンデコット）が罪を認めたので、釈放された」とされている。

### ピクォート戦争
1636年、マサチューセッツの交易業者ジョン・オールダムのボートがブロック島沖に停船し、インディアンが群がっているのが見られた。このインディアンは、調査しようとした植民地人が近づくと逃亡し、主甲板下にオールダムの遺体が見つかった。この時の攻撃者は、ナラガンセット族と関わる部族の者だったと考えられたが、ナラガンセット族の指導者は、それら容疑者はピクォート族の保護を求めて逃亡したと告げた。当時のピクォート族はナラガンセット族を含め周辺部族との交渉で積極的に拡大を進めていたが、現在のニューイングランド南部にいるイングランド人開拓者とは和平を保つのが通常だった。ナラガンセット族の告発にマサチューセッツ当局（当時はヘンリー・ベインが総督だった）が怒った。ピクォート族は、それ以前にコネチカット川で別の交易業者を殺したとされる容疑者の引き渡しを拒んでいた。この2度目の侮辱とみなされることで、マサチューセッツはピクォート族に対抗する行動に出ることにした。1636年8月、ベイン総督は90名で構成した軍隊の長にエンデコットを据え、ピクォート族に正義を分からせようとした。

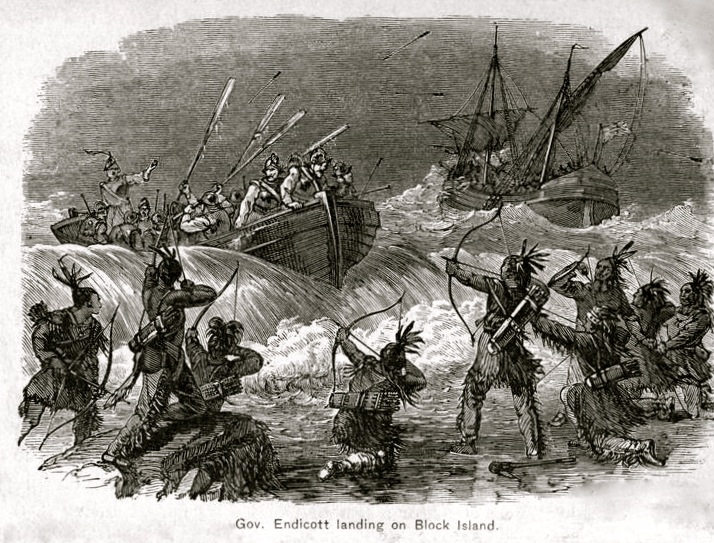
ブロック島に上陸するエンデコット隊を描いた版画

エンデコットが受けていた指示はブロック島に行き、そこでインディアン男性全てを殺し、女性と子供を捕まえて来るということだった。その後は本土のピクォート族のところに行き、3つの要求、すなわち第1にオールダム他交易業者の殺害者を差し出すこと、第2に貝殻ビーズ1,000ファゾム (1,829 m) を支払うこと、第3にピクォート族の子供たち数人を人質として差し出すことを要求することとされていた。エンデコットはこれらの任務を熱心に遂行した。ブロック島のインディアンの大半は、そこに上陸したイングランド人に簡単な抵抗を行ったが、その集落、作物、カヌーを破壊するために2日間を費やしただけであり、島にいたインディアンの大半がイングランド人の探索をうまく免れた。イングランド人の報告では14人のインディアンを殺していたが、ナラガンセット族の報告では僅か1人が犠牲になっただけだった。エンデコット隊は続いてコネチカット川の河口にあるイングランド人開拓地セイブルック（現コネチカット州）に渡った。そこの指導者であるライアン・ガーディナーはその遠征隊の任務を知って、エンデコットに「貴方は私の耳の周りにこのスズメバチを来させるためにここに来て、貴方は羽根を取って逃げるだけだ」と怒りながら伝えた。
幾らかの議論があり、悪天候のために遅れた後で、ガーディナーとその部隊がマサチューセッツの部隊に同行して、ピクォート族の収穫物保管所を襲撃することに同意した。彼らがテムズ川河口に近いピクォート族集落に到着したとき、住人の親しみある歓迎に対し、石のような沈黙で答えた。最後はピクォート族の酋長が船を漕いで出てきて彼らに会った。イングランド人はその要求を突きつけ、満足できる回答を得られなければ戦争をも辞さないと脅した。その酋長が村で事態を検討するために去るとき、エンデコットは酋長が戻って来るまで待つと約束した。しかし、酋長が去ってから間もなく、完全に武装した隊員に上陸を始めさせた。酋長が急ぎ戻って来て、部族の長老がロングアイランドに行ってしまって今は居ないと告げた。エンデコットはそれが嘘であると判断し、村への攻撃を命じた。村人の大半は逃げてしまい、遠征隊の活動は再度、集落を破壊し、収穫物保管所を占領したに留まった。ガーディナーは「マサチューセッツの部隊は1人の男も殺さなかった」と報告した。エンデコットとマサチューセッツの部隊はこの仕事を終わった後で、舟に乗ってボストンに帰り、ガーディナーとその部隊に作物の除去を終えるよう任せた。ピクォート族が再結集してガーディナー隊に攻撃を掛けてきたが、弓矢の攻撃からはその鎧で守ることができた。それでも脱出は難しかっ
歴史家のアルフレッド・ケイブはエンデコットの行動を、「インディアン戦争の高圧的な徴発行為」と言っている。周辺の植民地全てからこの行動に抗議があり、住民の生命が襲撃に曝される危険性があると苦情が寄せられた。ピクォート族は以前イングランド人と比較的和平を続けていたので、エンデコットの襲撃は、ガーディナーが予言し恐れた影響があった。1637年4月、コネチカット川沿いの集落が攻撃され、ガーディナーはピクォート族の部隊によってセイブルックで事実上包囲された。エンデコットはこの戦争でそれ以上の役割を果たさず、戦争はピクォート族を部族として破壊することで終わった。1638年のハートフォード条約により、その土地は植民地と同盟インディアンの間で分けられ、残った部族民は隣接する部族の間に分散した。

### 総督としての後期
1641年、エンデコットは副総督に選出され、この役職にあったので「マサチューセッツ自由の主文」署名者の1人となった。それは植民地人全てが使うことのできる多くの個人権利を列挙したものであり、権利章典の前身となった。その後の数年間は静謐であったが、インディアンとの戦争の噂があったので、1643年にニューイングランド連合を結成することとなり、ニューイングランドの各植民地が共通の外敵に当たることと、逃亡奴隷や法の執行からの逃亡者の扱いなど内部的な事項に共同して行動するよう考案された。
1643年、ウィンスロップ総督が、隣接するフランス領アカディアで続いていた権力闘争で、味方する側の資産に関する論争に巻き込まれるようになった。エンデコットはフランス人の闘争にイングランド人が巻き込まれることなく、彼らの間のことにしておくべきだと指摘し、またその闘争は関係する双方を弱めるものだと言った。1644年の総督選挙は、ウィンスロップの政策に関する住民投票となった。エンデコットが総督に選ばれ、ウィンスロップは副総督になった。エンデコットはその1年間の任期で、植民地を4つの郡、すなわちサフォーク郡、エセックス郡、ミドルセックス郡、ノーフォーク郡に分ける手続きを監督した。セイラムを地盤とするエンデコットが総督に昇格したことで、セイラムの他の住人が植民地の首都を持ってこようとする動きを促すことにもなったが、総督の補佐官委員会によってその動きは拒否された。
イングランド内戦（1642年開始）からの影響も、エンデコットの任期中にボストンに現れるようになった。王党派の船長が動かした船と、議会派の船長が動かした船の2隻がボストンに到着し、議会派は王党派の船を捕獲しようとした。多くの審議が行われた後で、エンデコットの評議会は基本的に議会派の立場を支持することになった。もしイギリスの議会が「今後悪質な精神であるならば」独立を宣言できる権利を残した。議会派は王党派の船を捕獲することを認められ、植民地は港に入ってくる王党派の船の捕獲を始めた。
1645年、トマス・ダドリーが総督に選ばれ、ウィンスロップがその副総督となった。エンデコットはその慰安として植民地民兵隊の指揮を任され、総督に報告することとなった。また再度総督の補佐となり、1646年位はイングランド連合に対する植民地の代表に選ばれた。隣接する植民地でのインディアンとの紛争の恐れによって、マサチューセッツは防衛的側面を高めることとなり、エンデコットがその指導的役割を果たした。1646年、ウィンスロップが総督に再選されたが、1649年に死去し、その後はエンデコットが総督を引き継いだ。その後毎年再選され、死去する1665年までほぼ連続して総督を務めることになった。1650年から1651年と1654年から1655年の2つの期間のみ副総督だった。
1639年、エンデコットはセイラムの北にある数百エーカーの土地を払い下げられ、そこが現在のボックスフォードとトップスフィールドになっている。この土地が正式に区画割りされたのは1659年になってからだったが、1651年には既にその土地に隣接する「銅の採掘が見込まれそうな土地300エーカー」を払下げられていた。エンデコットは、近くのリンで鉄工所の立ち上げを行ったことのある初期開拓者リチャード・リーダーを雇ったが、そこで銅を開発しようという試みは失敗した。
全ての植民地で貨幣の不足が続いており、マサチューセッツでは1652年に造幣所を設立し、銀の保有分の中から貨幣の鋳造を始めた。この動きで実際的な問題を解決したが、植民地は王室から貨幣を作る権限を与えられていなかった。エンデコットが総督を務めている間、このことは問題にならなかったが、その後王室との論争の源となり、1862年頃には造幣所が操業を止めた。
エンデコットが総督である間、主に1650年代に植民地の領域が幾らか広がった。現在のコネチカット州ストーニントンをピクォート戦争の戦利品と公式に主張したことに加え、植民地の北側の境界線を確定しようとした。1652年、植民地の認証状は北側境界をメリマック川の北3マイル (5 km) と定義していたので、川の最北端を決めるために、測量士と共に委員会を派遣した。この測量士たちはインディアンのガイドに導かれ、メリマック川の水源だとそのガイドが主張したウィニペソーキー湖の出水口に行った。その場所で、測量隊は現在もある岩に碑文を刻んだ。それは現在ニューハンプシャー州の小さな州立公園に置かれている。この測量線が東に延ばされると、境界線はカスコ湾の海岸線に伸ばすように決められ、それが現在メイン州の最南端とニューハンプシャー州の境界となった。

### 宗教的不寛容さ

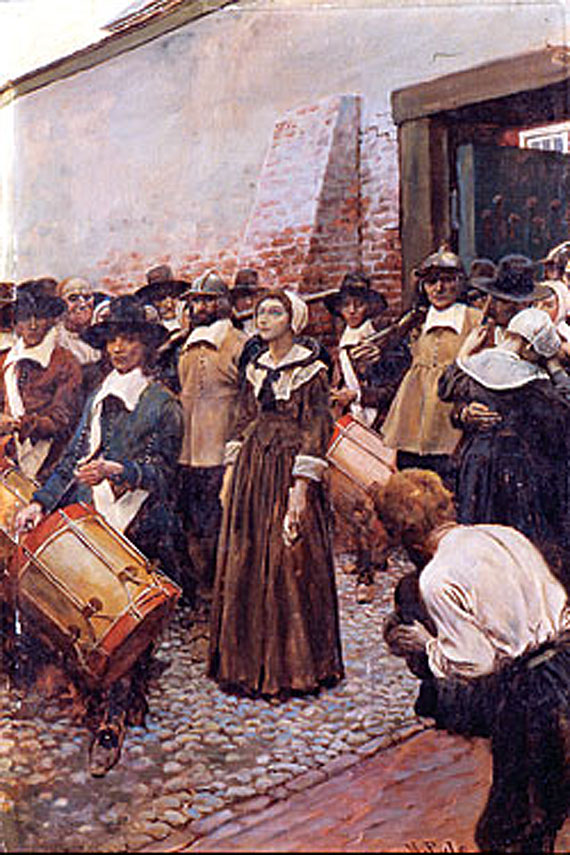
メアリ・ダイアー、1660年に処刑台に連れて行かれるところ、 ハワード・パイル画

エンデコットの任期初期である1649年5月に書かれた1つの声明文には、長髪への流行を嫌っていることが示されている。「髪を長くすることは無法者や野蛮なインディアンのやり方に倣うことなので、神の言葉の規則に反してニューイングランドを侵略し始めた。この文書に署名した我々管理者は...そのように髪を長くすることに対して我々の嫌悪感と憎悪感を宣言し表明するものである」としていた。1651年、エンデコットはバプテストであると告発された3人を裁く裁判を取り仕切った。バプテストは1644年に植民地で禁じられていた。ジョン・クラークを有罪とし、罰金を科すか笞撃ちの刑にするか宣告するときに、クラークの証言記録に拠れば、エンデコットはクラークに、「死に値する」と告げ、「その司法権内にそのようなくだらないものを持ち込ませたくはない」と言った。クラークは罰金を払うことを拒否した。しかし彼の意思に反して友人がそれを払い、クラークはロードアイランドに戻った。有罪とされた3人の中で、オバディア・ホームズのみが笞撃ちとなった。ジョン・クランデルは保釈され、クラークと共にロードアイランドに戻った。
1650年代初期にオリバー・クロムウェルがイングランドの支配を確立したとき、その宗教観に合わない宗教社会への弾圧を始めた。それにはバプテストやクエーカーも含まれており、その集団は迫害を逃れて北アメリカ植民地への独自の移住を始めた。1656年にボストンに到着した最初の集団は、エンデコットがセイラムに居る間に、エンデコットの副総督であるリチャード・ベリンガムによって即座に追放された。エンデコットがボストンに居るときに多くのクエーカー教徒が到着し、エンデコットは彼らを裁判に掛けて国外追放にするために収監させた。クエーカー教徒のメアリー・プリンスから「怒りの文書」を受け取った後に、彼女と何回か面会した。その面会は無益であり、プリンスとその他のクエーカー教徒は国外追放となった。これらの行動に続いてニューイングランド連合のメンバー全てが、その司法権内から速やかにクエーカー教徒を排除する手段を採用した。
これら望ましくない者達の流入を阻止するために採られた手段は不十分であり、さらに厳しい手段が法制化された。繰り返し違反者は耳を切り落とす罰とし、3回目の違反のときは、舌に「熱した鉄で穴を明ける」こととされた。1658年までに、3回目の違反者に対する罰は死刑に引き上げられ、「該当する呪われた意見と悪魔の信条をはっきりと放棄すると宣言した場合を除く」としていた。1658年10月、マサチューセッツにおける2回目の違反者に対して死刑が法制化された。その1年後、3人のクエーカー教徒が逮捕され、この法の下に死刑を宣告された。その3人のうちの2人、マーマデューク・スティーブンソンとウィリアム・ロビンソンは絞首刑となり、3人目のメアリ・ダイアーは最後の瞬間に執行延期を受けた。ダイアーは1660年に植民地に戻ってきた。エンデコットや他の判事に質問されたときに、その信仰の撤回を拒否し、植民地からの永久追放にも合意しなかった。ダイアーは1660年6月1日に絞首刑に処された。ダイアー、スティーブンソン、ロビンソン、および1661年に絞首刑になったウィリアム・レドラはボストン殉教者と呼ばれている。これらの処置の厳格さは、植民地人から問題ありと認識され、法が修正されたので、死刑は5回目の違反者に対するものになった。クエーカー教徒やその他宗教の異端者に対するこの愚かな扱いは、1684年に植民地認証を取り消した理由の1つとされている。
クエーカー教徒に対処するときのエンデコットの役割は、ジョン・グリーンリーフ・ウィッティアの詩『カサンドラ・サウスウィック』に残されている。この詩はエンデコットが総督であった間に苦しみを負った別のクエーカー教徒の名によっている。ウィッティアはエンデコットを「暗く横柄な」と表現し、クエーカー教徒に対して「苦々しい憎しみと侮り」を表したとしている。ヘンリー・ワズワース・ロングフェローは、『ニューイングランドの悲劇』と呼ぶ3つの劇詩の1つ『ジョン・エンデコット』でウェンロック・クリスティソンの裁判を再現した。クリスティソンは、追放後にマサチューセッツに戻ってきたという容疑でエンデコットが死刑を宣告した最後のクエーカー教徒だった。しかし、その宣告後すぐに法が改正されたので、クリスティソンは処刑されなかった 。作家のナサニエル・ホーソーンは、『ジェントル・ボーイ』の中でエンデコットを登場させており、その表題の人物はウィリアムとメアリーのダイアー夫妻の6歳になる息子だった。「狭い心と不完全な教育を受けた男、その妥協しない偏屈さは激しく性急な熱情によって熱く有害なものとされ、熱狂者（すなわちクエーカー教徒）の死を不作法かつ不当に与えるためにその影響力を行使し、その接触全体は彼らに関して野蛮な残酷さで特徴づけられる」としていた。
ニューイングランドのピューリタン植民地人がイングランドにおけるクロムウェルの統治を支持したとしても、彼らは常にクロムウェルの指示を得ていたわけではなかった。クロムウェルの提案に反応して、ニューイングランド人はアイルランドに移住し、そのプロテスタント人口を増やした。マサチューセッツ議会は丁寧な回答をエンデコットの署名で作成し、その人々は今いるところで幸福であると示唆していた。

### イングランドの王政復古
1660年7月、国王チャールズ2世が王政復古でイングランドの王座に返り咲いたという報せがボストンに届いた。これは、クロムウェルを支持してきた植民地の全てについて、その認証が取り消される可能性があったので、即座に大きな関心を呼んだ。ボストンでは、チャールズ1世の処刑に賛成票を投じた「国王殺し」コミッショナーであるエドワード・ホエイリーとウィリアム・ゴフの2人がいたので、より難しい問題が生じた。
1660年、チャールズ2世はブレダ宣言でイギリスの議会の法による場合を除いて全ての者が許されると約束したが、免責・大赦法は罰を与えるべき国王殺し全てを選び出していた。ホエイリーとゴフは一時期自由にボストン地域を動いており、エンデコットは彼らの逮捕命令を出すことを拒んでいたが、そこに免責法が成立したという報せが届いた。エンデコットはその後の1661年3月8日に彼らの逮捕令状を発行させた。ホエイリーとゴフが前もってその令状について警告されていたかは不明だが、彼らは逃亡し、ニューヘイブン地域に行った。

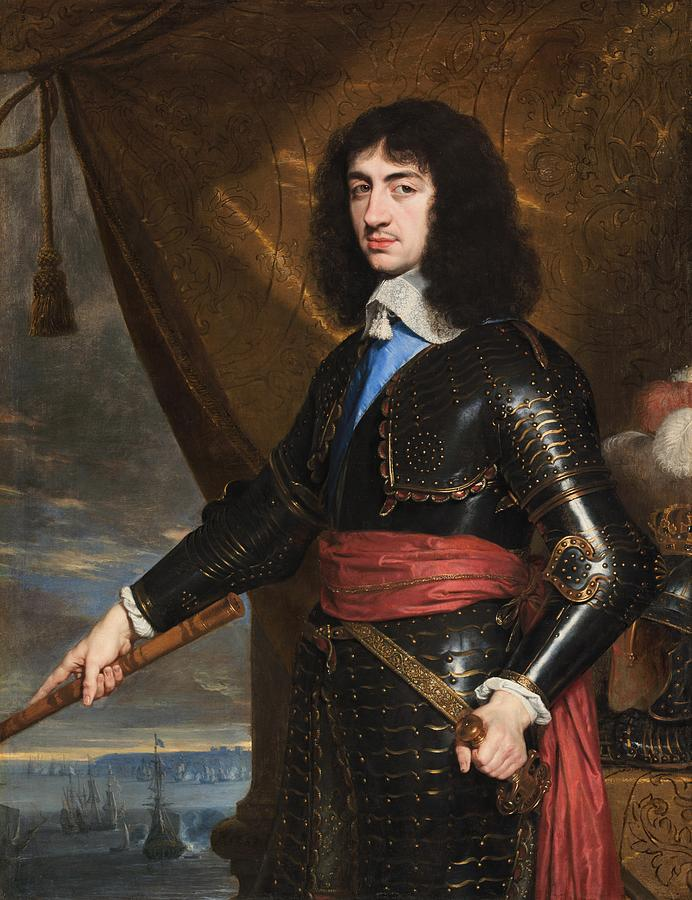
チャールズ2世、1653年頃

エンデコットの令状の後にチャールズ2世が3月に発した命令が1661年5月にはエンデコットの元に届き、それには2人の逃亡者を拘束し、船でイングランドに送り返せという直接の命令が入っていた。エンデコットはそれに粛々と従ったが、到着したばかりだった王党派の2人をその役目に指名した。幾分予測されたとおり、彼らの捜索はむなしいものとなり、ホエイリーとゴフは逃亡した。伝記作者のローレンス・メイヨーは、エンデコットが彼らの逮捕を真面目に考えておれば、別の者をその任に当たらせただろうと述べている。
マサチューセッツにおけるピューリタンの支配に反対する者は、新しい国王にその苦情を伝えるに積極的だった。その苦情の中には、チャールズ2世が権力の座に昇ったことが正式に公表されていないという事実もあった。これはエンデコットが国王から叱責する命令を受け取った後の1661年になって起きたことだった。そのために議会が国王に宛てて称賛する手紙数通を起草し、国王が権力の座に就いたことを祝った。造幣所はイングランドの良質の貨幣の価値を下げる厚かましい試みだったと主張され、1652年の植民地領域の拡大は土地の取得以上のものではなかったと苦情を言う植民地人がおれば、インディアンのキリスト教徒改宗のために国王から与えられた資金に関して管理上の違法行為があったという者もおり、またクエーカー教徒は長い憤懣のリストを作った。エンデコットやその他古い衛兵のメンバーは告発を無視するのが最良の方法と考え、それら告発に対して論ずるためにロンドンに代表を送ることに反対した。そのアイディアに賛成する者達は個人献金で資金を集め、ロンドンに代理人を送った。
後に総督になったサイモン・ブラッドストリートやジョン・ノートン牧師が率いた植民地代表団はその任務に成功し、チャールズ2世は植民地でイングランド国教会の礼拝を行うことを認めれば、その認証を更新すると宣言した。エンデコット政権はその実行に消極的であり、何もしないまま数か月が過ぎた後、国王は植民地の最も声高な批判者の1人であるサミュエル・マーベリックを長とする委員会を調査のために派遣した。エンデコットは前もってその委員会が何を調査するかを知らされており、実質上ではないとしても予測される行動の幾らかを形式的に行う段階を踏んだ。チャールズ2世は宗教的異端者全てが自由となることを主張した。それはマーベリックが到着するずっと前にエンデコットが実施していたが、彼らを追放することでそうしていた。コミッショナー達が到着したとき、議会は植民地でイングランド国教会が行動することを認める案件を取り上げた。この法案は慎重に国王の言葉を使って成立し、植民地でだれでも「宗教における正統」を実行できることになった。しかし地方の牧師に許容される見解で構成されるような正当性も定義していた。イングランド国教会がその正当性という概念を満足させるということに合意できるような牧師はおそらく植民地にいなかったので、このことは実質的に法を否定していた。

### 晩年
1655年、マサチューセッツ議会は総督がボストンに近い所に住むことを求める法を可決した。これはエンデコットが6期連続して総督に選ばれていたことに反応してなされた可能性がある。その結果エンデコットはボストンで住居を取得することを強いられた。セイラムにはしばしば戻ったが、その余生を通じてボストンが本拠地になった。エンデコットは1664年/65年3月15日にボストンで死んだ。初期の史料ではボストンのキングスチャペルで埋葬されたことになっていたが、後の史料ではグラナリー埋葬所の第189墓に埋葬されているとなっている。

## 家族

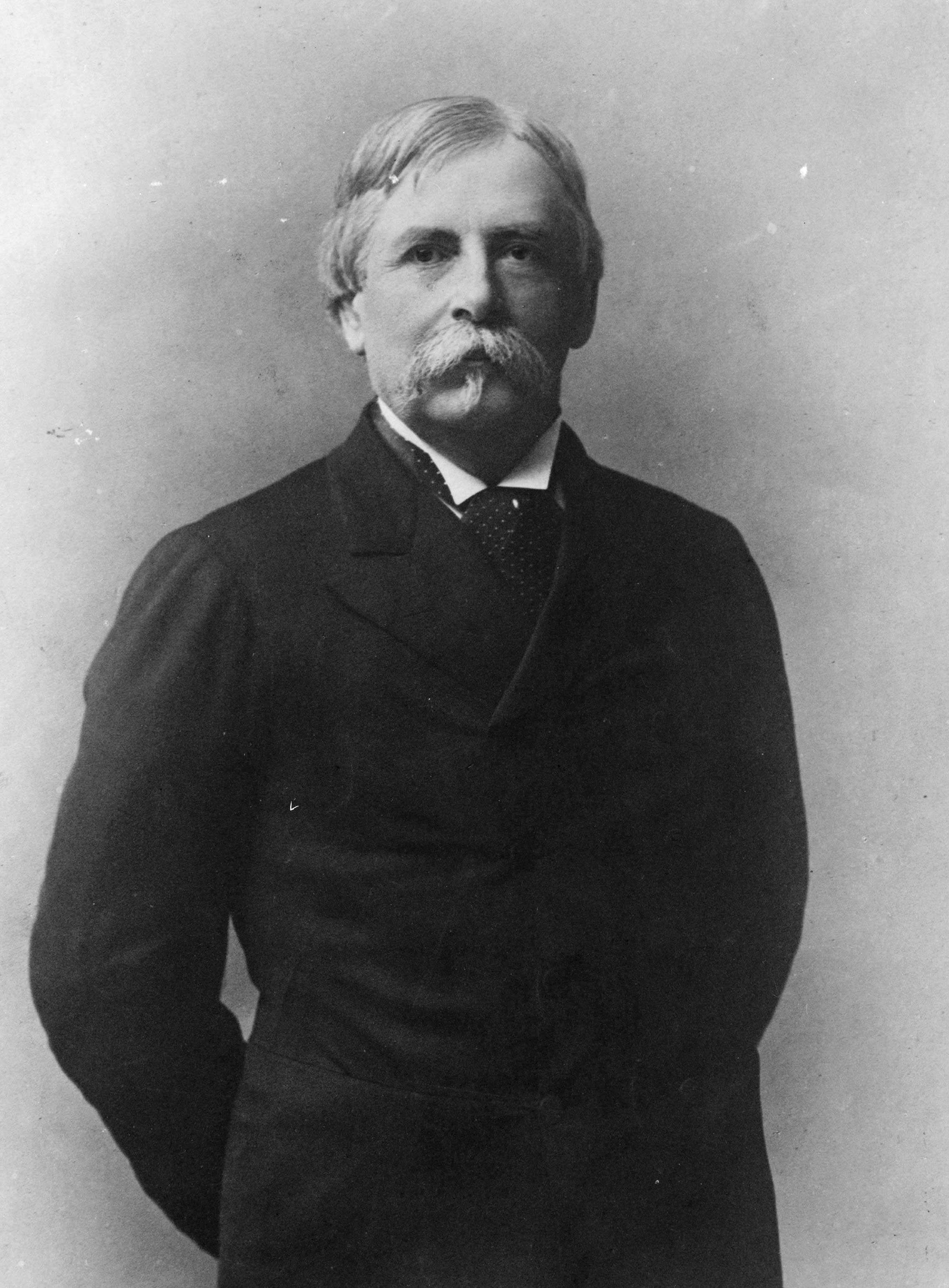
エンデコットの子孫であるウィリアム・クラウニンシールド・エンディコット

エンデコットが1628年に植民地に来る以前、最初の妻アン・グロワーと結婚しており、アンはマシュー・クラドック総督の従妹だった。ニューイングランドでアンが死んだ後の1630年、姓がギブソンという女性と再婚し、1640年までに、サマセットシャーのフィロバート・コーガンの娘、エリザベスと再婚していた。このことは2人の女性と結婚したのか、エリザベス・（コーガン）・ギブソンという1人の女性との結婚なのか、明らかではない。その妻に関する不確かさの故に、2人居た息子の母が誰であるかも明らかでない。1640年にエリザベスと結婚していたという確かな証拠があり、その息子が生まれた1630年代の記録があるが、その母を名前で同定できるものがない。エンデコットの最後の妻エリザベスは、植民地の金融家で判事のロジャー・ルドローの義妹だった。存在が分かっているエンデコットの2人の息子はジョン・エンデコットとゼルバベル・エンデコット博士であり、恐らくエンデコットは失望したであろうことに、二人とも公職に就いて父の跡を継ごうとしなかった。イングランドでの初期にもう一人子供が居たという証拠もある。1635年頃、やはりジョン・エンデコットという名の子供の世話をするために、資金と指図を手配していた。
エンデコットは高位にあったにも拘わらず、特に裕福になったことは無かった。その遺志に従って、セイラムのオーチャード荘園やブロック島の4分の1など大きな土地幾つかが、妻と息子達に配分された。しかし、負債を返済するために彼の蔵書の幾らかが売却されたことも注目すべきである。エンデコットが残したある予測できない遺産はオーチャード荘園の不確かな境界だった。数世代後にその子孫はその荘園の論争のある敷地に関する法廷闘争に巻き込まれた。
エンデコットの子孫には、マサチューセッツ州知事となったエンディコット・ピーボディ（1920年-1997年）と、アメリカ合衆国陸軍長官となったウィリアム・クラウニンシールド・エンディコット（1826年-1900年）がいた。その子孫は植民地時代にまで遡る一族の記録マサチューセッツ歴史協会に寄付した。1930年、マサチューセッツの300周年が、エンディコットの肖像を入れたメダルを発行することで祝された。ローラ・ガーディン・フレーザーのデザインだった。マサチューセッツ州ビバリーにあるエンディコット・カレッジはエンディコットにちなむ命名である。ビバリーは元セイラム市内にあった。

## 名前に関わるエピソード
1831年、セイラムのブリッグ船ガバナー・エンディコット（船長はH・H・ジェンクス）がスマトラ海岸で胡椒貿易に関わっており、やはりセイラムのフレンドシップ（船長はチャールズ・エンディコット）がマレーの海賊に襲われたときに、その解放を助けたことがあった。エンディコットと士官達がクァラバトーの町で胡椒買付の交渉を行っているときに、海賊が船を乗っ取り、船員数人を殺し、貨物を略奪した。エンディコット船長はガバナー・エンディコットと、ニューヨークのジェームズ・モンロー（船長はJ・ポーター）からの助けを得て、海賊から船を取り戻した。セイラムには1831年7月16日に戻った。

## 関連図書
- Bolton, Charles Knowles (1919). The Founders: Portraits of Persons Born Abroad Who Came to the Colonies in North America Before the Year 1701, Volume II. The Boston Athenaeum Endecott biography, pp. 385–386.